# Јаје (храна)
Јаја имају широку примену у кулинарству, због своје велике хранљиве вредности као и због великог броја разноврсних јела која се могу припемити од њих. Велики садржаја протеина и холина јаја сврстава у исту категорију као и месо унутар пирамиде исхране.
Масовна производња кокошијих јаја је глобална индустрија. У 2009. години у свету је произведено око 62,1 милиона метричких тона јаја, која је снело стадо од око 6,4 милијарди кокошака. Поред кокошјих јаја за исхану се корите јаја гусака, патака, ћурака и препелица, али у много мањој мери.
Жуманца и цела јаја чувају значајне количине протеина и холина, и широко се користе у кулинарству. Због њиховог садржаја протеина, Министарство пољопривреде Сједињених Држава је раније категорисало јаја као месо у оквиру Пирамиде водича за храну (сада MyPlate). Упркос нутритивној вредности јаја, постоје неки потенцијални здравствени проблеми који произилазе из садржаја холестерола, контаминације салмонелом и алергије на протеине јаја.

## Историја
Птичија јаја су била вредна храна од праисторије, како у ловачким друштвима, тако и у новијим културама у којима су птице припитомљене. Кокошке су вероватно биле припитомљене због својих јаја (од живине у џунгли која потиче до тропске и суптропске југоисточне Азије и Индијског потконтинента) пре 7500. године пне. Кокошке су донете у Сумер и Египат до 1500. године п. н. е, а досегле су до Грчку око 800. године п. н. е, где су препелице биле примарни извор јаја. У Теби, у Египту, гробница Харемхаба, која датира отприлике из 1420. године п. н. е, приказује човека који носи чиније са нојевим јајима и другим великим јајима, вероватно пеликановима, као приносе. У старом Риму, јаја су се чувала коришћењем бројних метода, а оброци су често започињали јелом од јаја. Римљани су дробили љуске у својим тањирима како би спречили да се зли духови ту сакрију.
Индустрија сушених јаја развила се у деветнаестом веку, пре успона индустрије смрзнутих јаја. Године 1878, компанија у Сент Луису, Мисури, почела је да трансформише жуманце и беланце у светло-браон супстанцу налик оброку коришћењем процеса сушења. Производња сушених јаја значајно је проширена током Другог светског рата, за употребу у Оружаним снагама Сједињених Држава и њихових савезника.
Године 1911, Џозеф Којл је изумео картон за јаја у Смитерсу, Британска Колумбија, да би решио спор око разбијених јаја између фармера у долини Балкли и власника хотела Алдермер. Рани картони за јаја су се правили од папира. Полистиренске кутије за јаја постале су популарне у другој половини двадесетог века јер се сматрало да нуде бољу заштиту, посебно од топлоте и ломљења, међутим до двадесет првог века еколошки аспекти су довели до тога да биоразградиви папирни картони (често направљени од рециклираног материјала ) поново задобију ширу употребу.

## Значај јаја у исхрани
Јаја садрже готово све хранљиве састојке потребне човеку и зато заузимају видно место у исхрани. Захваљујући својој хранљивости, укусу, издашности и многостраној примени, при производњи најразноврснијих јела, јаја су веома тражена намирница.
Беланчевине јајета спадају међу највредније, јер су лако сварљиве и служе као стандард, за мерење квалитета протеина у храни.

## Цело јаје
Свако јаје се састоји од љуске (12%), беланца (60%) и жуманца (30%).
Цело јаје садржи:
- Воде 75,84%
- Протеина 12,58%
- Масти 9,94%
- Пепела 1,1%

### Љуска
Љуска има 3 слоја и садржи:
- око 94% калцијум карбоната (СаСОЗ),
- око 4% органских материја, углавном протеина,
- а тамније љуске садрже и пигменте.

### Беланце
Беланце има конзистенцију густе течности са три слоја:
- спољашњи — густо течни,
- средишњи (желатинозни)- најгушћи и
- унутрашњи — најтечнији.

Из унутрашњег дела беланца излазе две нити-халазе које се протежу од жуманца до спољашње мембране и штите га од потреса и држе жуманце у централном положају.
Беланце има заштитну фукцију да сачува ембриом од микроорганизама. Биолошка улога резличитих протеина беланца је заштита ембриона.
Беланце садржи:
- Воде 86,6%
- Протеина 11,4%
- Масти 0,2%
- Пепела 0,8%

Протеини беланаца су:
- авоалбумин,
- овоглобулин,
- оволуцин и
- овомукоид.

Минералне материје беланца
Од минералних материја углавном су заступљени Nа и К, а врло мало Мg, Са и Fе.

### Жуманце
Жуманце је у унутрашњости, обавијено витаминском мембраном, сачињеном од еластичних влакана, која спречавају изливање жуманца у беланце. Жуманце се састоји из тамнијих и светлијих концентричних слојева. У жуманцу је и заметак који се развија након оплођења.
Жуманце садржи:
- Воде 49,0%
- Протеина 16,7%
- Масти 36,6%
- Пепео 1,5%

Протеини жуманца
Најважнији протеин жуманца је ововиталин – нуклеоалбумин.
Маст жуманца је жуто уље, које се састоји од:
- триглицерида,
- холестерина и
- лецитина.

Жута боја потиче од бојеног пигмента ксантофила.
Витамини жуманца
Од витамина жуманце садржи А, В1, В2, В и Е док витамина Ц скоро и нема.
Минерали жуманца
Од минералних материја жуманце садржи доста Р, S, Fе, Сa, Nа и К и др.

## Услови чувања и конзервисање јаја у циљу очувања квалитета.
- Према свежини или начину конзервисања, јаја се стављају у промет као:
  - свежа јаја,
  - јаја из хладњаче,
  - конзервисана јаја
- Јаја се у промету означавају на следећи начин:
  - ромбом - свежа,
  - троуглом -хлађена и
  - кругом - конзервисана.

### Свежа јаја
Фактори који одређују свежину јаја су:
- величина и покретљивост ваздушног мехура
- ваздушни мехур свежег јаја не сме бити већа од 5 mm
- Особине жуманаца и беланаца
  - жуманце мора бити непокретно, незнатно удаљено од средишњег положаја
  - беланце мора бити бистро, прозирно не сме се разливати
- љуска јаја треба да је чиста, нормално развијена, неоштећена

Ови фактори се контролишу просветљавањем. Под нормалним условима чувања, јаја, задржавају свежину до 14 дана.
Свеже разбијено јаје мора имати специфичан укус и мирис, без икаквог страног, накнадног, мириса.

### Класирање јаја
Према Правилнику о квалитету, свежа јаја, се деле на I и II класу квалитета.
- У јаје I класе квалитета сврставају се најквалитетнија јаја, код којих нису отпочели никакви биохемијски процеси.
 Ваздушна комора свежег јаја не сме бити већа од 5 mm.
- Свежа јаја II класе су одлежана (до 4 недеље хлађена јаја), у којима су у мањој мери отпочели биохемијски процеси.
 Ваздушна комора не сме бити већа од 8 mm.

Свежа јаја се класирају према тежини у шест класа:
| Класа | Тежина у грамима |
| S     | 65 g и више      |
| А     | 64-61g           |
| В     | 60-56 g          |
| С     | 55-51 g          |
| D     | 50-46 g          |
| Е     | испод 45 g       |

### Хлађена јаја
Хлађена јаја су свежа јаја I класе, која се чувају у хладњачи на температури од 0-4 °C у периоду 4 недеље до 6 месеци.
Јаја чувана у хладњачи мање од 4 месеца, сврставају се у свежа јаја, или одлежана јаја, већ према величини ваздушне коморе и другим особинама. Ваздушна комора или мехур, створен као резултат хлађења је релативно мали.
Касније приликом дужег чувања се повећава, услед испаравања воде кроз поре љуске. Брзина испаравања зависи од влажности ваздуха, температуре чувања, дебљине љуске, и др.
Јаја се у хладњачи могу чувати и до годину дана, ако се повећа концентрација угљен-диоксида.
Јаја не смеју бити ускладиштена са другим намирницама јер лако примају стране мирисе.

### Конзервисана јаја
Конзервисаним јајима сматрају се јаја у љусци, која су заштићена средством од продирања ваздуха и микроорганизама.
На пример: као што је чување јаја у кречној води, воденом стаклу, или неком другом безопасном средству. Данас овај облик конзервисања нема практичну примену, обзиром да је чување у хладњачи најједноставнији начин.

### Смрзнута јаја
Смрзавање јаја се може вршити на два начина: одвајањем јаја од љуске и смрзавањем целе садржине, или одвајањем жуманцета од беланцета и њиховим посебним смрзавањем.
Овако смрзнута јаја се пакују у херметичку лимену амбалажу и чувају се на -18 °C до -20 °C до годину дана.

## Кварење јаја (хемијско, микробиолошко и сензорско)

### Хемијско кварење јаја
Неправилним и дужим ускладиштењем, због јачег испаравања воде, повећава се ваздушна комора. Такође, долази до хидролитичких разлагања у присуству фермената, који условљавају промену грађе и конзистенције јајета. Разлаже се муцин и беланце постаје житкије. Истовремено разлаже се опна жуманца и жуманце се меша са беланцем. Хидролизом беланчевина, јаја добијају укус и мирис на старо.

### Микробиолошко кварење јаја
Процес кварења може бити изазван продором микроорганизама, кроз поре на љусци. Најчешће кварење изазивају трулежне бактерије. Плесни су такође изазивач квара или се развијају на унутрашњој површини љуске.

### Сензорско кварење јаја
Трулежни процеси разлагања беланчевина условљавају тежак, непријатан мирис на „покварена јаја" (Н2S, меркаптани, и др.). Плеснива јаја имају буђав укус и мирис.

### Микробиолошка исправност јаја[12]
Свежа јаја у љусци не смеју садржати бактерије Salmonella врсте у 50 g, ни квасце и плесни у 1 g.
Смрзнута лупана јаја не смеју садржати бактерије Salmonella врсте у 50 g, Сулфиторедукујуће клостридије у 0,1 g. Escherichia coli у 0,01 g ни више од 500.000 микроорганизама у 1 g.

### Сензорски преглед јаја
Сензорски преглед јаја заснива се на процени спољног изгледа, грађе и конзистенције, укуса и мириса. Свежа јаја се не мућкају. Разбијањем се види да им је беланце потпуно одвојено од жуманцета. Што је облик жуманцета лоптастији и чвршћи, то је јаје свежије.

### Утврђивање квалитета јаја
Квалитет јаја се утврђује сензорским прегледом, оптичком оценом квалитета и одређивањем специфичне тежине и Хоговим јединицама.
Хоговим јединицама (НЈ) изражава се висина густог беланца, коригована масом јајета. Јаје доброг квалитета има у просеку 75 (НЈ) и више.